# Ferienhaus

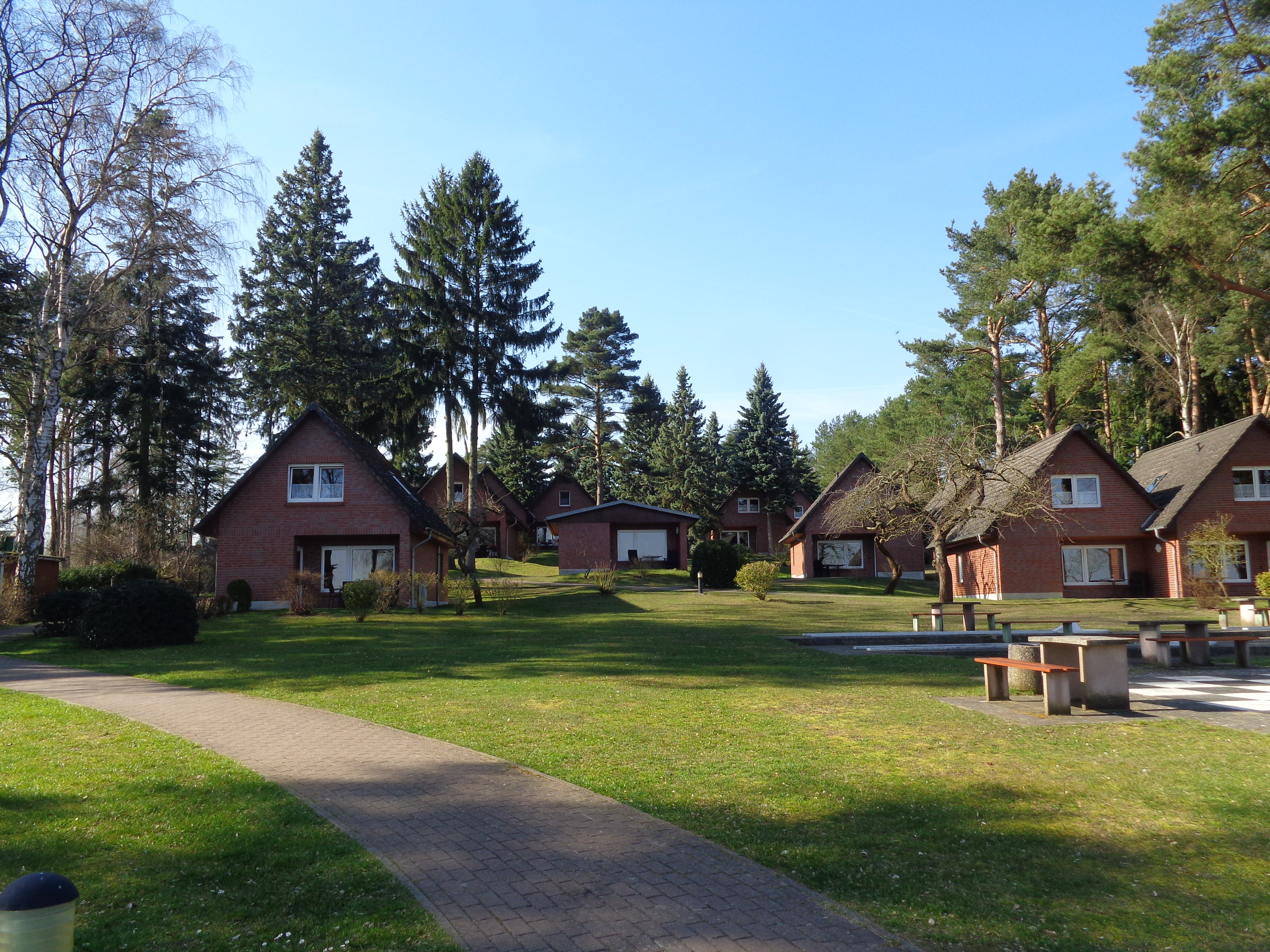
Ferienhäuser am Plauer See

Unter einem Ferienhaus versteht man im Allgemeinen ein Haus, in dem Gäste gegen Bezahlung für einen bestimmten Zeitraum ihren Urlaub verbringen können. Teilweise wird ein solches Haus ausschließlich für die temporäre Vermietung an Gäste betrieben, häufig wird es auch allein zu diesem Zweck gebaut. Manche Familien besitzen aber auch ein Ferienhaus zur Selbstnutzung (Wochenendhaus, Sommerhaus), zum Beispiel in landschaftlich reizvollen Gegenden.

## Tourismus

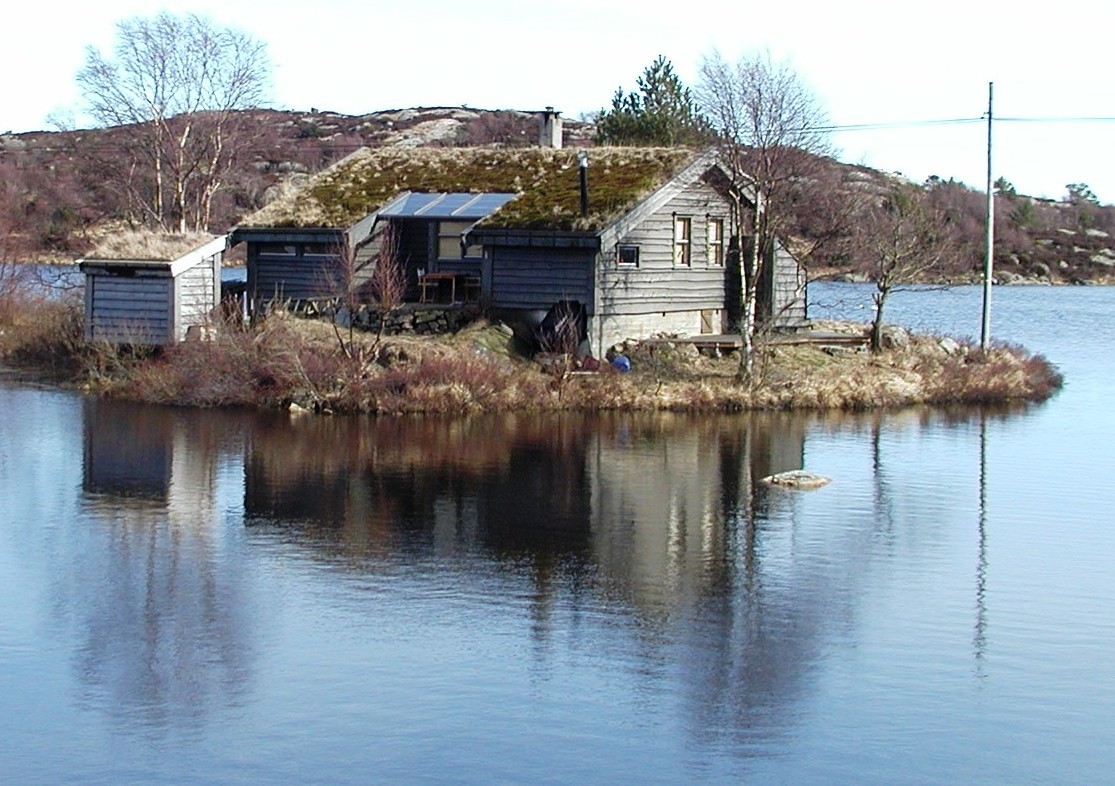
Hytte in Norwegen

Anders als in großen Hotelanlagen oder Ferienparks können Urlauber in einem regional eingebetteten Ferienhaus leichter Land und Leute kennenlernen. Oft werden Ferienhäuser in landestypischer Bauweise erstellt, beispielsweise als Bädervilla an der Ostsee, Reethus in Norddeutschland, Almhütte im Alpenraum, Finnhütte in Teilen Mitteleuropas, Finca in Spanien, Stuga oder Torp in Schweden, Hytte in Norwegen, Mökki in Finnland, als Forsthäuser, Chalet, Cottage, Datsche oder Trulli, sowie Chata in Tschechien und der Slowakei.
In der gehobenen Hotellerie spricht man auch von Villa. Diese Ferienhäuser einer Hotelanlage haben meist denselben Service wie die Zimmer, aber mehr Privatsphäre.
In vielen europäischen Urlaubsregionen, besonders während der Hochsaison, werden Ferienhäuser nur wochenweise vermietet, wobei als Anreisetag oft der Samstag gilt; dies gilt insbesondere für Ferienhäuser in Urlaubsanlagen. Zu den Mietkosten, die meist pro Tag oder pro Woche kalkuliert werden, kamen früher meist Nebenkosten für Endreinigung, Wasser und Strom, inzwischen ist aber gesetzlich geregelt, dass Endpreise angegeben werden müssen (Kosten für Bettwäsche und Handtücher können separat abgerechnet werden, nur bei 4-Sterne-Häusern müssen auch diese Kosten bereits im Preis enthalten sein). Die Vermietung kann über einen Reiseveranstalter, ein Reisebüro, lokale Vermittlungsagenturen oder direkt beim Vermieter erfolgen. Zudem geben viele Fremdenverkehrsämter jährliche Unterkunftsverzeichnisse heraus. In den vergangenen Jahren hat sich die Ferienhausvermietung mehr und mehr ins Internet verlagert, wo Online-Vermittler und Ferienhausportale ihre Dienste anbieten. Hier kann zwischen Anzeigenportalen, in denen Ferienhausbesitzer ihre Häuser selbst einstellen, Veranstaltern, die die Hausbesitzer selbst betreuen und eigene Bewertungssysteme für ihre Häuser haben, und Vermittlungsplattformen, die Häuser verschiedener Anbieter vermitteln, unterschieden werden.
In Einzelfällen vermieten auch Eigentümer der Werke berühmter Architekten ihre Häuser an zahlende Übernachtungsgäste. In den Vereinigten Staaten gilt dies etwa für einige Wohnhäuser, die Frank Lloyd Wright entworfen hat, wie z. B. das Louis Penfield House.

## Siehe auch

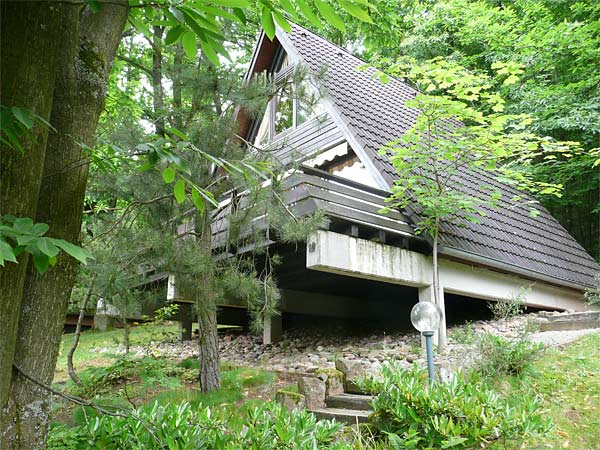
Finnhütte in der Pfalz